# Tricarico (cantante)
Francesco Maria Tricarico, noto semplicemente come Tricarico (Milano, 1º febbraio 1971), è un cantautore italiano.

## Biografia
Nato a Milano nel 1971, è di madre lombarda di Inzago, e padre pugliese di Gallipoli, un aviatore, morto nella città vecchia nel 1974 quando Tricarico aveva solo tre anni. A questo episodio si fa cenno nella canzone Io sono Francesco.
Ha iniziato a suonare da giovanissimo (come ricorda nel brano Musica) e si è diplomato in flauto traverso al Conservatorio di Milano.
Ha suonato jazz con una piccola band nei locali milanesi, ma si è esibito per qualche mese anche a Parigi.

### Esordi e successo immediato
Nel settembre del 2000 esce il primo singolo Io sono Francesco, storia autobiografica che ottiene un ottimo successo di vendite (primo posto nella classifica italiana dei singoli più venduti) e che viene premiata col disco di platino e con vari riconoscimenti. La canzone subisce, però, alcune censure in radio: Tricarico definisce "puttana" la sua maestra delle elementari per aver tenuto un giorno un comportamento scorretto nei suoi confronti, ignorando, nella circostanza dell'assegnazione di un tema sui genitori, che il bambino fosse orfano di padre fin da quando aveva 3 anni e ignorando le conseguenti proteste del giovanissimo Tricarico.
I successivi singoli, Drago, La pesca e Musica, pur ottenendo diversi consensi di critica, non riescono a replicare il successo del brano d'esordio. Nel 2002 Tricarico, sebbene inizialmente deciso a pubblicare soltanto singoli, pubblica il suo primo album, intitolato Tricarico, contenente 12 canzoni (tutte le canzoni già pubblicate e alcuni inediti). Invitato da Jovanotti ad aprire i concerti del suo "Quinto Mondo Tour", Tricarico debutta sulla scena live con un set di canzoni che presenta al grande pubblico il suo primo album. Partecipa anche ad alcune puntate del Festivalbar, cantando Musica e Drago.

### Secondo album e colonna sonora
Nel maggio del 2004 il singolo Cavallino precede l'uscita del secondo album Frescobaldo nel recinto nel mese successivo. Il disco nasce dopo aver incontrato, nel settembre del 2003, i musicisti Patrick Benifei (Casino Royale, Soul Kingdom) e Fabio Merigo (Reggae National Tickets). Un secondo singolo, Sposa laser, segue a novembre dello stesso anno.
Nel dicembre 2005 esce nelle sale italiane il film Ti amo in tutte le lingue del mondo del regista toscano Leonardo Pieraccioni: Tricarico ha scritto la canzone per i titoli di coda Solo per te e inoltre ne ha preso parte recitando un cameo nel ruolo di frate Francesco. Come colonna sonora del film viene utilizzata anche Musica. Solo per te ottiene la nomination al Nastro d'argento 2006 e vince il premio Mario Camerini come "Migliore canzone da film" a Castelbellino. Nello stesso periodo esce il singolo Cica bum l'Italia.
Nel luglio del 2007 esce in radio il singolo Un'altra possibilità. Tricarico collabora nello stesso anno con Adriano Celentano, come autore della canzone La situazione non è buona, contenuta nell'album di Celentano Dormi amore, la situazione non è buona, partecipando poi all'omonima trasmissione di Celentano.

### Sanremo 2008 eGiglio
Nel febbraio 2008 Tricarico partecipa al Festival di Sanremo vincendo il Premio della Critica "Mia Martini" con il brano Vita tranquilla. Alla fine della manifestazione, è uscito il suo terzo album, intitolato Giglio.
Nell'aprile 2008 comincia a Firenze il "Giglio Tour", che vedrà la partecipazione anche ad eventi come il Concerto del Primo Maggio e il concerto per il sedicesimo anniversario della strage di Capaci "Mille note per non dimenticare", tenutosi in Piazza Magione a Palermo. Per il tour, Francesco si avvale della collaborazione dei Mister no (una hard metal cover band composta da: Fabrizio Fabri Chiarelli voce e chitarre, Aurelio De Santis alle chitarre, Steve De Santis al basso e Mao Granata alla batteria) e di Michele Fazio alle tastiere.
Il 21 luglio 2008, partecipa al Venice Music Awards e si aggiudica il "Premio TV Sorrisi e Canzoni". Alex Adami, caposervizio della testata, annuncia la scelta di consegnare il premio al cantautore milanese con queste parole: «Per quel senso d'impulsiva poesia e di lucida follia che sembra percorrere le sue canzoni, sempre aeree, ma profondissime e capaci di regalarci momenti di grande libertà; il Venice Music Awards premio speciale Sorrisi e Canzoni va al grande Tricarico!». Per Gianni Morandi è autore del singolo Un altro mondo, che Morandi ha presentato in anteprima alla finale di Miss Italia 2008.

### Il bosco delle fragoleeL'imbarazzo
Partecipa al Festival di Sanremo 2009 con il brano Il bosco delle fragole, venendo però eliminato la prima serata dalla giuria demoscopica. Anche quest'anno Tricarico ottiene il favore della critica, mancando il premio (andato agli Afterhours) per un solo punto. Durante il festival, il 20 febbraio 2009 esce il suo quarto album Il bosco delle fragole. Tricarico ha partecipato all'incisione del brano Domani 21/04.2009 di Mauro Pagani insieme ad altri 55 big della musica italiana, tra cui anche Jovanotti e Giuliano Sangiorgi dei Negramaro, i cui proventi vengono devoluti alle popolazioni dell'Abruzzo colpite dal sisma.
Il 18 novembre 2009 esce il suo primo libro, Semplicemente ho dimenticato un elefante nel taschino della Bompiani editore. Ha scritto i pezzi per Sugar Romeus e Mattia De Luca, entrambi vincitori di SanremoLab, in gara entrambi nella categoria "Nuova generazione" al Festival di Sanremo 2010, e per due partecipanti del programma Amici di Maria De Filippi. Partecipa al Festival di Sanremo 2011 nella categoria Big con il brano Tre colori, il cui testo è di Fausto Mesolella, chitarrista del gruppo Avion Travel, partecipazione che farà da apripista all'uscita del suo album L'imbarazzo. Ha accompagnato il brano Tre colori con il suo fagotto il maestro Vitaliano Gallo.
Ha partecipato all'album tributo a Rino Gaetano Dalla parte di Rino, prodotto dalla Sony Music nel 2011 in occasione del trentesimo anniversario dalla morte del cantautore. Nella tracklist Tricarico è presente con Escluso il cane. Su invito di Claudio Baglioni partecipa all'edizione 2011 di O' Scià, evento annuale organizzato da Baglioni sull'isola di Lampedusa.
Nel 2012 scrive il testo di Io esisto, colonna sonora della maratona Telethon 2012. Alla realizzazione del brano, che è stato cantato come sigla di Solo per te il 14 dicembre su Rai Uno, hanno partecipato anche Boosta (Subsonica), autore della musica, Erica Mou e il coro di voci bianche della Scala. Collabora con Malika Ayane scrivendo per lei Occasionale, canzone contenuta nell'album Ricreazione. È autore del jingle musicale della pubblicità delle caramelle Tic tac in rotazione televisiva da gennaio 2013.

### Invulnerabile
Nel febbraio 2013 pubblica il singolo L'America, che prelude all'uscita di un nuovo album. Il nuovo album, Invulnerabile, viene pubblicato il 2 aprile 2013 ed è prodotto da Marco Guarnerio. Il 6 marzo 2013 viene diffuso il videoclip del brano L'America. Il 9 maggio 2013 viene pubblicato il video del secondo singolo, "Riattaccare i bottoni", completamente autoprodotto da Tricarico e registrato in casa propria. Il video è una sorta di parodia di Robert De Niro in Taxi driver, con Francesco nei panni di De Niro. A fine anno collabora con il collega Zucchero Fornaciari, con il quale scrive il testo del brano Quale senso abbiamo noi, contenuto nell'album live Una rosa blanca del bluesman reggiano. Nel 2013 prende il via l'Invulnerabile Tour che lo porta a suonare in tutta Italia e che prosegue anche nel 2014 e nel 2015. Il 17 maggio 2015 ha ritirato il premio "Miglior cantautore dell'anno" al Fim di Genova, la Fiera Internazionale della Musica.
Il 30 maggio 2015 viene invitato dalla Filarmonica di Pordenone alla manifestazione Note e Armonie in conflitto dove canta la canzone Tre colori accompagnato da un coro di 450 bambini provenienti dagli asili e da scuole elementari di Pordenone.
Ad ottobre 2015 il brano Ma che bel colore han le rose viene inserito nel film documentario “Pier Paolo” realizzato dal poeta e saggista di cinema Miguel-Ángel Barroso dedicato alla figura di Pasolini.
A gennaio 2016 canta con il duo partenopeo Letti Sfatti il brano Andare e non pensare.

### La mela
A giugno 2015 esce il nuovo singolo La mela, un brano ambizioso scritto con Jennà Romano che racconta, con stile particolare, le contraddizioni della classe politica italiana sempre più lontana dai bisogni delle persone comuni.

### Da chi non te lo aspetti
Ad oltre tre anni e mezzo da Invulnerabile, esce l'11 novembre 2016 per Edel Italia, il settimo album in studio di Francesco Tricarico Da chi non te lo aspetti. Il disco include undici inediti, tra i quali spicca il brano etereo ed immateriale Stagioni. Una cantante di musica leggera, il brano pubblicato in anteprima e scritto a quattro mani con Jennà Romano, vede la partecipazione dell'interprete Arisa. Dal gennaio 2017 a seguito dell'avvio alla collaborazione col manager e booking agent Luca Zannotti, comincia un tour fittissimo di concerti in teatri e club per l'intera penisola.

### Generazione
Il 14 settembre del 2018 esce il singolo Generazione, per il quale è stato girato un video a cui hanno partecipato Paolo Rossi e Fabio Testoni. Il brano anticipa un nuovo progetto in uscita nel 2019.

### A Milano non c’è il mare
Il 29 settembre del 2019 esce il singolo A Milano non c'è il mare, brano scritto in collaborazione con il leader dei Letti Sfatti Jennà Romano e cantato con Francesco De Gregori.

### Ospite a Sanremo 2025
Il 14 febbraio 2025 torna sul palco del Teatro Ariston, in qualità di duettante, durante la serata delle cover del Festival di Sanremo 2025, in coppia con Francesco Gabbani, concorrente in gara, esibendosi con la cover del proprio brano Io sono Francesco.

## Discografia

### Album in studio
- 2002 – Tricarico
- 2004 – Frescobaldo nel recinto
- 2008 – Giglio
- 2009 – Il bosco delle fragole
- 2011 – L'imbarazzo
- 2013 – Invulnerabile
- 2016 – Da chi non te lo aspetti
- 2021 – Amore dillo senza ridere ma non troppo seriamente

### Raccolte
- 2009 – Il fantastico mondo di Francesco Tricarico

### Singoli
- 2000 – Io sono Francesco [#1]
- 2001 – Drago [#60]
- 2001 – La pesca [#51]
- 2002 – Musica
- 2004 – Animali
- 2004 – Cavallino
- 2004 – Sposa Laser
- 2006 – Solo per te
- 2006 – Cica bum l'Italia
- 2007 – Un'altra possibilità [#30]
- 2008 – Vita tranquilla [#7]
- 2008 – Ghiaccio
- 2008 – Eternità
- 2009 – Il bosco delle fragole [#36]
- 2009 – Luminosa
- 2010 – Guarda ancora più in là (Matteo Macchionni feat. Tricarico) [#9]
- 2011 – Tre colori [#56]
- 2011 – Una selva oscura
- 2011 – La mia sposa
- 2013 – L'America
- 2013 – Riattaccare i bottoni
- 2013 – Le conseguenze dell'ingenuità
- 2014 – È di moda
- 2015 – La mela
- 2016 – Brillerà (feat. Ale & Franz)
- 2016 – Una cantante di musica leggera (feat. Arisa)
- 2018 – Generazione
- 2019 – Abbracciami fortissimo
- 2019 –  A Milano non c'è il mare (feat. Francesco De Gregori)
- 2020 – Mi manchi negli occhi
- 2021 – La bella estate
- 2023 – Mi state tutti immensamente e profondamente sul cazzo 1
- 2023 – Faccio di tutto
- 2024 – Telefono fisso

## Filmografia

### Cinema
- Ti amo in tutte le lingue del mondo, regia di Leonardo Pieraccioni (2005) - cameo